# Ʒ
エッジュ (Ezh) とは、次のようなラテン文字である。
- 文字としては通常Zと等価である。フラクトゥールのZ z ({\displaystyle {\mathfrak {Z\ z}}}) や筆記体のZ zに、この字の形が見られる。
- ロマ語の世界共通ロマ語アルファベット表記では、有声歯茎破擦音[d͡z]を表す。
- 国際音声記号では、有声後部歯茎摩擦音：「シ」の子音を有声化した音を表す。（「ジ」の子音はしばしば「チ」を有声化した音になる）
- アメリカの音声記号では、有声歯茎破擦音（国際音声記号では[d͡z]）を表すことがある。紛らわしいので注意が必要である。

## 似た記号
- ユニコード1.0では、誤ってȜ（ヨッホ）と同じ文字コードを与えられた。
- 数字の3を、この形で書くこともある。

## 符号位置
| 大文字 | Unicode | JIS X 0213 | 文字参照       | 小文字 | Unicode | JIS X 0213 | 文字参照       | 備考     |
| ------ | ------- | ---------- | -------------- | ------ | ------- | ---------- | -------------- | -------- |
| Ʒ      | U+01B7  | -          | &#x1B7; &#439; | ʒ      | U+0292  | 1-10-73    | &#x292; &#658; | エッジュ |